# Smoković
Smoković est un village de la municipalité de Zemunik Donji (Comitat de Zadar) en Croatie. Au recensement de 2011, le village comptait 110 habitants.